# Yasin Avcı (Fußballspieler, 1983)
Yasin Avcı (* 10. April 1983 in Tire) ist ein türkischer Fußballspieler, der im rechten Mittelfeld und als Stürmer spielt.

## Karriere
Avcı wechselte im Jahre 2004 von Altay Izmir Ablösefrei zu dem damaligen Ligakonkurrenten Karabükspor. Davor war er an den Stadtrivalen Göztepe Izmir verliehen. Für Altay absolvierte er 36 Pflichtspiele im Profikader und erzielte dabei 3 Tore. Mit Karabükspor gelang ihm in seiner ersten Saison als Meister der Aufstieg in die Süper Lig, die höchste Spielklasse im türkischen Fußball. Dabei wurde er mit 18 Toren Torschützenkönig.
Zum Sommer 2011 wechselte er zum neuen Zweitligisten Göztepe Izmir. Zur Winterpause der Saison 2012/13 trennte er sich von diesem Verein, nachdem sein Vertrag nach gegenseitigem Einvernehmen mit der Vereinsführung aufgelöst wurde.
Zur Rückrunde der Spielzeit 2012/13 wechselte er zum Zweitligisten Bucaspor. Bereits nach einer halben Saison wechselte Avcı erneut innerhalb der Liga. Dieses Mal zu Şanlıurfaspor. Bereits zur nächsten Rückrunde kehrte er zu seinem vorherigen Klub Bucaspor zurück.

## Erfolge
- Meister der Bank Asya 1. Lig 2009/10
- Torschützenkönig der 1. Lig mit 18 Toren (2009/10)